# مارينوس الأول
مارينوس الأول هو البابا رقم 108 في قائمة باباوات الكنيسة الكاثوليكية انتخب في 16 ديسمبر عام 882 وتوفي يوم 15 مايو عام 884، ولم يحدث أثناء حكمه أحداثاً بارزةً، حيث تقول الروايات أنه كان يتميز بالذكاء.